# Lal Bakhsh
Lal Bakhsh (nascido em 4 de novembro de 1943) é um ex-ciclista paquistanês. Ele representou sua nação durante os Jogos Olímpicos de Verão de 1964, na prova de perseguição por equipes.